# 弗莱林根
弗莱林根是德国莱茵兰-普法尔茨州的一个市镇。总面积8.50平方公里，总人口347人，其中男性189人，女性158人（2011年12月31日），人口密度41人/平方公里。